# Eleccions a governador de Tòquio de 1947
Les eleccions a governador de Tòquio de 1947 van ser les primeres eleccions democràtiques per elegir al Governador de Tòquio des de la fundació del càrrec. Es van celebrar un 5 d'abril de 1947. Va guanyar el fins aleshores governador Seiichirō Yasui, qui es va presentar com a independent, amb un estret marge de vots contra el candidat socialista, Daikichirō Tagawa.

## Antecedents
Com ja s'ha dit abans, aquestes van ser les primeres eleccions democràtiques a governador de Tòquio de la història. Fins aleshores, els governador o alcaldes de Tòquio havien estat nomenats per les autoritats del govern. Amb la creació de la metropolis de Tòquio, la qual aglutinava l'antiga prefectura de Tòquio i el municipi de Tòquio, sota l'autoritat de la nova llei local es va procedir a fer eleccions a governador de Tòquio el qual faria les voltes de governador de la prefectura i alcalde de la ciutat. Des de 1943, any en què es formà el nou districte metropolità de Tòquio, va haver-hi fins a set governadors nomenats pel govern o les forces americanes d'ocupació sense cap elecció. Seiichirō Yasui, candidat guanyador de les eleccions de 1947 ja va ser governador de Tòquio per eixe mètod.

## Resultats
| Partit                            | Candidat            | Vots    | %     |
| --------------------------------- | ------------------- | ------- | ----- |
| Independent                       | Seiichirō Yasui     | 705.040 | 48,17 |
| Partit Socialista del Japó        | Daikichirō Tagawa   | 615.622 | 42,06 |
| Aliança del Socors de Guerra      | Yoshio Oyama        | 50.086  | 3,42  |
| Partit Democràtic                 | Chōtarō Fukuda      | 42.242  | 2,89  |
| Partit dels Treballadors del Japó | Shōnosuke Hashimoto | 18.665  | 1,28  |
| Independent                       | Tatsusaburō Hibi    | 16.492  | 1,13  |
| Nou Partit del Japó               | Torayoshi Tanno     | 10.962  | 0,75  |
| Partit Internacional del Japó     | Tōryuu Kijima       | 4.601   | 0,31  |